# 基亞尼
50°4′6″N 35°34′1″E / 50.06833°N 35.56694°E
基亞尼（烏克蘭語：Кияни）是位於烏克蘭東部的村莊，由哈爾科夫州博霍杜希夫區的博霍杜希夫市鎮負責管轄。該村始建於1773年，面積1.35平方公里，海拔高度172米，2001年人口234，人口密度每平方公里173人。